# ウルリッヒ・ケスラー
ウルリッヒ・ケスラー（Ulrich Kesler）は、田中芳樹のSF小説（スペース・オペラ）『銀河英雄伝説』の登場人物。銀河帝国側の主要人物。 
作中での呼称は「ケスラー」。

## 概要
ローエングラム陣営の主要提督で、後の「獅子の泉の七元帥」の一人。艦隊司令官としての手腕もさることながら、軍務官僚としての手腕が高く、公明正大で清廉な人物。憲兵隊時代にラインハルトと邂逅したこともあって、後方の軍務を担う。特に帝都防衛司令官と憲兵総監を兼任し、綱紀粛正によって腐敗していた憲兵隊を大改革する。主には物語後半の地球教によるテロなどの内乱に関して高い手腕を発揮し活躍する。
本編での初登場は第8次イゼルローン攻防戦後のシャハト拘束から（第3巻）。ただし、OVA版では同盟による帝国大規模侵攻戦のオリジナルエピソードにキーキャラクターとして登場している（クラインゲルト家とのやり取り）。時系列上の初登場はグリンメルスハウゼンの昇進祝の席で（外伝『千億の星、千億の光』）、それ以前の憲兵隊時代にラインハルトと出会っていることが明かされている。

## 略歴
時系列上の初登場は、ラインハルトとキルヒアイスが憲兵隊に出向していた時、法務士官としての研修のため同じく憲兵隊に配属されていたケスラーが不敬事件を担当した時の処理方法が二人の思考原理に適うものだった。その後、ラインハルトとリューネブルクがグリンメルスハウゼンの館で一触即発の状態になった時に止めたのがケスラーで、直接的な対面はこれが初めてである。その後、第六次イゼルローン攻防戦で何度か顔を合わせ、グリンメルスハウゼンとリューネブルクに関する問題の処理を通じて意気投合。軍首脳から疎まれ辺境に赴任する事になったケスラーに対し、後日に自分の陣営に登用する事を約束する。
ラインハルトの元帥府に登用された経緯は、原作小説、コミック、そしてアニメで異なっている。
- 原作小説で本格的に登場するのは、要塞戦が失敗した後のシャフトを収監した時で、この時は既に大将であり憲兵総監兼帝都防衛司令官の地位にある。
- コミックでは、メックリンガーと二人で元帥府に中将の階級で艦隊指揮官として追加登用されている。
- アニメではOVA第13話のオリジナル・エピソードで登場し、クラインゲルト領での撤退を指揮している。この時は准将と表記されている。この後ミュラーと同様、リップシュタット戦役で艦隊司令官として活動する様子が描かれている。戦役終結後、ゴールデンバウム王朝時代の憲兵総監であるオッペンハイマーがラインハルトに賄賂を贈ろうとして逆鱗に触れ、その場で逮捕された後、既に帝都防衛司令官の地位にあったケスラーに憲兵総監を兼務させる様に副官に命じている。

アムリッツァ会戦、リップシュタット戦役ともにはさほど目立った功績は上げていないものの、それらに先立つ同盟軍の帝国領侵攻作戦に際して故郷・クラインゲルト撤退の指揮をとり、その功もあって、かつての約束どおりにラインハルトの元帥府入りを果たす（アニメ版）。リップシュタット戦役後、帝国の実権をほぼ手中に収めたラインハルトによって憲兵総監、帝都防衛司令官に任命されるや、その手腕を持って深刻な腐敗を見せていた憲兵隊に徹底した組織改革を施し、以降は帝国本土の対内部的な守りの要として数々の功績を上げる。
キュンメル事件ではトリューニヒトの密告によって事件の発生と地球教徒の暗躍を察知。彼を拘禁し、キュンメル邸に近隣の武装憲兵隊の責任者、パウマン准将を向かわせ、一方で帝国首都（当時）オーディンに根を下ろす地球教徒の支部を壊滅させることに成功する。
柊館炎上事件では視察のため帝国中心地区を離れていたため、地球教徒残党による陽動によって皇妃ヒルダ周辺の守備が薄まり、懐妊中のヒルダと大公妃アンネローゼの居する柊館への暗殺者の侵入を許してしまう。残留した部下から報告を聞いて、即座に各地の事件が陽動であり目的は柊館であることを見抜いた彼は、部下を柊館に急行させるとともに自らも銃を取って現地に赴き、際どいところで皇妃達の窮地を救う。その後、逮捕した地球教徒から帝国における最後の活動拠点を聞き出し、武装憲兵10個中隊による凄惨な包囲殲滅戦によって、その活動拠点の完全な制圧に成功した。
新帝国暦3年7月26日、「獅子の泉の七元帥」の一角として仮皇宮を襲撃した地球教徒最後の残党を殲滅。ラインハルトの最期を看取る。

## 能力
憲兵総監と帝都防衛司令官を兼務しているにもかかわらず、その双方で非常に高い功績を上げ、後方においてラインハルトの戦いを支え続けた。特に、旧来腐敗の温床となってきた憲兵隊において、開明的、かつ辛辣な手腕によって徹底的に改革を施し、人事面でも軍部の人員を編入するなど刷新を行い、その有能さを発揮している。ミッターマイヤーがオーベルシュタインの後任の軍務尚書候補としてメックリンガーと共に名を挙げるなど、同僚達からの信頼も厚い。ラインハルト陣営に迎えられるまでは、その反骨精神と有能さゆえに首脳から疎まれ、長年辺境勤務が続いていた。
ただし本人は僚友の提督同様に艦隊を指揮して戦場を駆けることが望みであった。ラインハルトがケスラーを重用したのも、彼の人徳と憲兵隊出向時の不敬事件への処理方法に感銘を覚えたことがきっかけであった。いずれにせよ、ラインハルトの元帥府への招聘前は辺境勤務を嘆き、招聘後は帝都に留め置かれる状況に複雑な感情を持つ事となり、当人にとっては不本意な結果であった。
キュンメル事件では素早い対処で陰謀を食い止め地球教オーディン支部の壊滅につなげた。また、柊館（シュテッヒパルム・シュロス）炎上事件では、部下に的確な指揮を下す一方、単身で柊館に飛び込んで皇妃ヒルダとお腹の中の子（アレクサンデル・ジークフリード）、アンネローゼを救い、その際に一流の射撃手でもあることを示している。
PCゲーム（銀河英雄伝説IV）においては、ラインハルトやキルヒアイスに次ぐ統率力に設定されているが攻撃力や防御力といった能力では他のラインハルト陣営の将帥に比べてやや低めに設定されている。

## 人柄
作中で後年出版されたとされる「ケスラー元帥評伝」では、その容貌について、軍人よりも「有能な少壮の弁護士のようであった」と記されている。
ローエングラム陣営下で抜擢される以前はその才能を嫌われて辺境に左遷され、抜擢された後は重用されたものの地上勤務が続き、前述の通り「艦隊を指揮する」という希望がかなわなかった面では、いささか不運な境遇だった。そのため、宇宙を駆ける同僚達を羨望する心中をメックリンガーやワーレンに洩らした事があったが、それを日ごろの態度や行動には表していない。本来「提督」とは言えない立場にあるわけだが、同僚達は形式にこだわらずケスラーを「提督」と呼び、本人もそう呼ばれる事を喜んでいる。
前述のラインハルトが着目した不敬事件の処理方法に示される通り、その能力もさる事ながら、世の中の不条理に対して怒りと不満を持っている。後に直接対面し、その元帥府に登用されてからは最後までラインハルトの信頼が厚く、皇帝エルウィン・ヨーゼフ2世誘拐事件の際、宮廷警備責任者モルト中将と合わせて上官たるケスラーの処断をオーベルシュタインが進言するも、「ケスラーは得難い男」であり、憲兵総監まで重罪とあっては兵士達が動揺すると言う理由でラインハルトは即座にこれを一蹴している。ケスラーもこの時一連の事件がラインハルトの壮大な遠謀による事を察知するが、口外はしなかった。
ちなみに、私生活に関しては鉄壁の秘密保全を敷いており、彼に恨みを持つ旧来の憲兵たちが様々な手段を用いて彼の私生活を暴き、醜聞を掴もうとしたが何一つ明らかに出来ず、逆にケスラーにその暗躍をつきとめられて、懲罰、追放処分を受けるという一幕があった。

## 家族
物語本編中は独身だったが、柊館炎上事件の際に出会った縁で、後にヒルダの侍女のマリーカ・フォン・フォイエルバッハと結婚した。マリーカとはおよそ20歳以上年齢差があったが、ケスラーをヒルダの命の恩人と感じたマリーカの方から積極的に接近したことと、ヒルダの後押し（デートの約束を取り持つ等）があったため、結婚に至った。
なお、アニメ版（OVA第13話）のみのエピソードとして、若い頃、後にクラインゲルト子爵家の息子の未亡人となるフィーアと恋仲であった事が描かれている。ただし軍務のため両者は別れる事となった。

## 演じた人物
アニメ
- 池田秀一（OVA）
- 羽多野渉（Die Neue These）

舞台
- 岸祐二（「銀河英雄伝説　輝く星 闇を裂いて、2012年上演）

## その他
- アニメ版における作画モデルはゲイリー・クーパー（「ロマンアルバム」中の設定解説において）。
- 同姓同名の空軍大将がドイツに実在した。（de:Ulrich Kessler）
- OVA第12話「帝国領進攻」で、池田秀一演じるケスラーと玉川砂記子演じる元恋人フィーアが登場するが、両声優は私生活において夫婦である。